# Running Scared (piosenka Roya Orbisona)
Running Scared – piosenka napisana przez Roya Orbisona i Joego Melsona, nagrana przez Orbisona i wydana na singlu w 1961 roku. Utwór umieszczono jako ostatnią ścieżkę na albumie Crying (1962). Kompozycja nawiązuje do utworu „Boléro” Maurice’a Ravela.
Singiel z piosenką zajął 1. miejsce na amerykańskiej liście przebojów „Billboard” Hot 100, a w Wielkiej Brytanii wydawnictwo dotarło do pozycji 9. zestawienia UK Singles Chart. Singiel został sprzedany w liczbie ponad miliona egzemplarzy.

## Historia
Sesja nagraniowa piosenki „Running Scared” przebiegała z trudem. W trakcie rejestrowania materiału towarzysząca Orbisonowi orkiestra nie mogła grać ciszej, więc producent wymagał od wokalisty by śpiewał głośniej. W momencie, gdy wokalista zaśpiewał donośniej, został wycofany w kąt pomieszczenia i tam został odgrodzony specjalnymi zasłonkami. W tamtym czasie nikt w branży nie znał jeszcze jego falsetu. Jednak, kiedy muzyk po raz pierwszy zaśpiewał tym wysokim głosem, wszyscy w studio byli pod wrażeniem efektu i jego umiejętności wokalnych. Nagranie tej piosenki dało początek oryginalnemu stylowi Orbisona.

## Tekst
W warstwie tekstowej podmiot liryczny pochłonięty jest wizją utraty dziewczyny, która, w jego mniemaniu, w każdej chwili może wybrać innego mężczyznę; jego rozmyślenia i wątpliwości są skrajnie emocjonalne.

## Singiel
Aranżacja piosenki „Love Hurts” w wykonaniu Orbisona, którą umieszczono na stronie B singla „Running Scared”, była pierwszą wersją tego utworu, która stała się przebojem; międzynarodową popularność nagranie Orbisona zyskało w Australii.

## Listy przebojów
| Kraj | Lista                          | Pozycja | Źr.    |
| ---- | ------------------------------ | ------- | ------ |
| AU   | Top 100 Singles                | 5       | [ 11 ] |
| GB   | Official Singles Chart Top 100 | 9       | [ 6 ]  |
| US   | Hot 100                        | 1       | [ 5 ]  |

| Kraj | Lista   | Pozycja | Źr.    |
| ---- | ------- | ------- | ------ |
| US   | Hot 100 | 13      | [ 12 ] |

## Wersje innych wykonawców
- 1965: Del Shannon[13]
- 1973: Glen Campbell – album Glen Travis Campbell[14]
- 1986: Nick Cave and the Bad Seeds – album Kicking Against the Pricks[15]
- 2012: Jeff Lynne – album Long Wave[16]